# Colors complementaris

Cercle de colors, els colors diametralment oposats són els denominats 'colors complementaris'

Els colors complementaris són aquells parells de colors que, en l'espectre circular, es troben just un enfront de l'altre en un cercle cromàtic. D'aquesta manera, la denominació complementari depèn en gran manera del model emprat. S'obté mitjançant la contraposició d'un primari amb un color secundari format pels altres dos primaris. Així, per regla general (en el sistema RGB), el complementari del color verd és el color vermell, el del blau és el taronja i el del groc, el violeta.

## Teoria del color

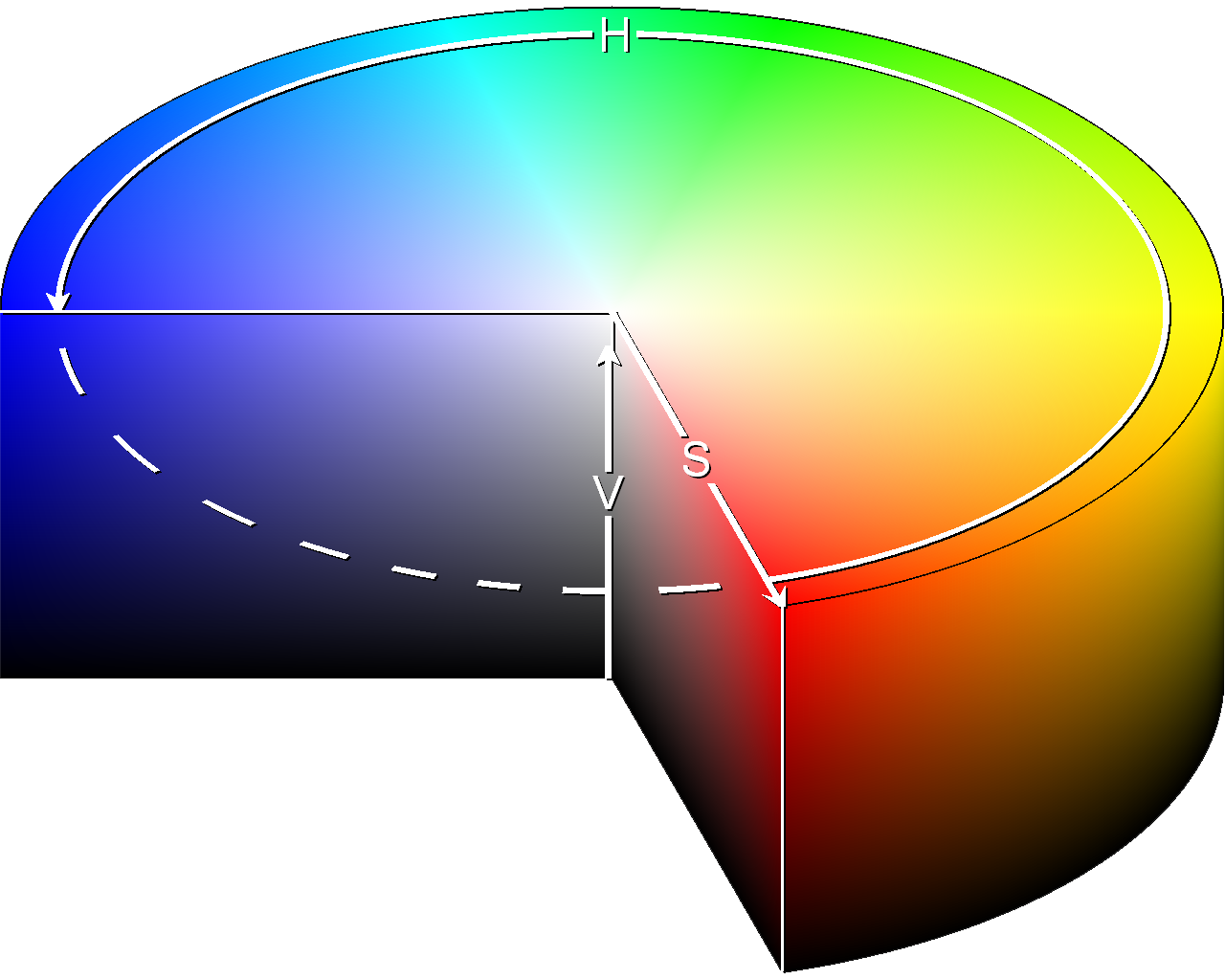
En el model de colors de la roda HSV, els colors oposats són colors complementaris, que quan es barregen proporcionen colors "ombrejats" com el gris

En la teoria del color es diu que dos colors es denominen complementaris si, quan es barregen en una proporció donada, el resultat de la barreja és un color neutral (gris, blanc, o negre). Des d'una perspectiva de posicionament dels models de colors, els colors neutres: blanc, gris i negre cauen en un eix central de l'espai, i els colors complementaris estarien a un costat o altre d'aquest eix, oposats els uns amb els altres. Per exemple, en l'espai de color HSV, els colors complementaris (tal com es defineixen en HSV) cauen oposats els uns amb els altres en les seccions verticals.
En la majoria dels colors complementaris, solament es consideren els colors saturats, els més brillants. Això no obstant, sota les definicions formals, la brillantor i la saturació són factors igualment a tenir en compte. En l'espai CIE 1931, un color d'una longitud d'ona "dominant" pot barrejar-se amb una altra quantitat particular de longitud d'ona "complementària" per produir un color neutral (gris o blanc).
En el model RGB de color (així com models derivats tals com el HSV), els colors primaris així com els colors secundaris s'aparellen de la manera següent:
- vermell i cian ( vermell   cian ) (on el cian s'entén com una barreja òptica de blau i verd)
- verd i magenta ( verd   magenta ) (on el magenta és una barreja de vermell i blau)
- blau i groc ( blau   groc ) (on el groc és una barreja entre el verd i el vermell)

## Retroimatges
Quan ens fixem detingudament sense pausa en un color, en el vermell per exemple, durant un període (aproximadament, uns trenta segons podria ser suficient), llavors apareix en la sensació de la vista una superfície il·luminada de blanc, és el que es denomina una retroimatge, que apareix del color complementari al vermell (en aquest cas, el cian). aquest és el resultat de la 'fatiga ocular'. En el cas mencionat anteriorment, el fotoreceptor per a la llum vermella de la retina se satura, assoleix un nivell de fatiga i envia una informació 'falsa' al cervell. Quan es realitza el mateix experiment amb llum blanca, les porcions de llum vermella que incideixen en l'ull no són correctament transmeses, o almenys no ho tan eficientment com ho poden ser altres longituds d'ona (o colors), i sorgeix una sensació d'estar veient un color complementari. Quan es dona un temps de descans, la sensació de la imatge amb colors complementaris desapareix lentament. En aquests casos, n'hi ha prou a tancar les parpelles perquè l'ull vagi recobrant a poc a poc la visió normal dels colors.

## Art i disseny
A causa del limitat rang de colors que està disponible en la història de l'art, molts artistes fan servir de forma tradicional parells de colors complementaris per augmentar l'espectre de possibilitats, alguns dels colors inclouen:
- vermell i verd
- blau i taronja
- groc i púrpura

El complement de cada color primari (vermell, blau o groc) es pot elaborar barrejant els altres colors subtractius (vermell + blau = violeta; blau + groc = verd; vermell + groc = taronja). Quan dos colors complementaris es barregen en iguals proporcions, produeixen un color neutre gris o marró. L'ús de colors complementaris és important en el desenvolupament estètic dels colors, així com en el disseny gràfic de logos de companyies i de minoristes. Quan es col·loquen junts dos colors complementaris, tots dos semblen més brillants.